# Japanski makaki
Japanski makaki (Macaca fuscata), prizemna je vrsta iz porodice zamoraca koja nastanjuje Japan. Katkad je poznat pod imenom snježni majmun jer živi u područjima gdje snijeg svake godine tijekom nekoliko mjeseca prekriva tlo; nijedan drugi nečovječji primat ne živi sjevernije niti u hladnijoj klimi u odnosu na nj. Jedinke imaju smeđosivo krzno, crvena lica i kratke repove. Postoje dvije podvrste.
U Japanu je vrsta znana kao Nihonzaru (jap. ニホン, Nihon: Japan + ザル, saru: majmun) da bi je se razlikovalo od ostalih primata, no kako je japanski makaki veoma poznat u Japanu, kad Japanci kažu samo saru, obično na umu imaju japanskog makakija.
Česti su u japanskom prikazu tri majmuna povezana s maksimom »Ne vidi zlo, ne čuj zlo, ne govori zlo.«

## Vanjske poveznice
- "Macaca fuscata". Integrirani taksonomski informacijski sustav.
- Jigokudani Yaen-Koen, informativna stranica
- [neaktivna poveznica]
- AcaPixusove slike japanskog makakija
- Primate Info Net Macaca fuscata Factsheet